# Campestre da Serra
Campestre da Serra este un oraș în Rio Grande do Sul (RS), Brazilia.